# Saudiarabien i olympiska sommarspelen 1988
Saudiarabien deltog i de olympiska sommarspelen 1988 med en trupp, men ingen av landets deltagare erövrade någon medalj.

## Bågskytte
Herrarnas individuella
- Sameer Jawdat — Inledande omgång, 82:e plats
- Adel Aljabrin — Inledande omgång, 83:e plats

## Friidrott
Herrarnas 3 000 meter hinder
- Hameed Al-Dousari
  1. Heat — 8:45,25
  2. Semifinal — 8:44,22 (→ gick inte vidare)

Herrarnas spjutkastning
- Abdul Azeem Al-Alawyat
  - Kval — 56,32m (→ gick inte vidare)